# Жером Фернандез
Жером Фернандез (фр. Jérôme Fernandez; 7. март 1977) бивши је француски рукометаш и репрезентативац, а сада тренер француског прволигаша Pays d'Aixа. 
Каријеру је почео у француској лиги, наступајући за Бордо, Тулуз и Монпеље, да би 2002. године отишао у Шпанију где је играо шест сезона за Барселону и две сезоне у Сијудад Реалу. Једну сезону је играо за немачки Кил а 2011. се вратио у Тулуз, да би 2017. завршио каријеру у дресу Pays d'Aixа.
За репрезентацију Француске је дебитовао 1997. године и одиграо укупно 390 утакмица и постигао 1463 гола. Тренутно је најбољи стрелац француске репрезентације у историји.
Освојио је две златне медаље на Олимпијским играма 2008. и 2012, четири титуле светског првака (2001, 2009, 2011, 2015) и три титуле европског првака (2006, 2010, 2014).

## Клупски трофеји

### Тулуз
- Куп Француске (1) : 1997/98.

### Монпеље
- Првенство Француске (2) : 1999/00, 2001/02.
- Куп Француске (3) : 1999/00, 2000/01, 2001/02.

### Барселона
- Првенство Шпаније (2) : 2002/03, 2005/06.
- Куп Шпаније (2) : 2003/04, 2006/07.
- Суперкуп Шпаније (2) : 2004, 2007.
- ЕХФ Лига шампиона (1) : 2004/05.
- ЕХФ куп (1) : 2002/03.
- Суперкуп Европе (1) : 2003.

### Сијудад Реал
- Првенство Шпаније (2) : 2008/09, 2009/10.
- ЕХФ Лига шампиона (1) : 2008/09.
- Суперкуп Европе (1) : 2008.
- Светско клупско првенство (1) : 2010.

### Кил
- Куп Немачке (1) : 2010/11.
- Суперкуп Немачке (1) : 2011.
- Светско клупско првенство (1) : 2011.